# Doliops siargaoensis
Doliops siargaoensis är en skalbaggsart som beskrevs av Schultze 1919. Doliops siargaoensis ingår i släktet Doliops och familjen långhorningar.
Artens utbredningsområde är Filippinerna. Inga underarter finns listade i Catalogue of Life.